# Vellinge (plaats)

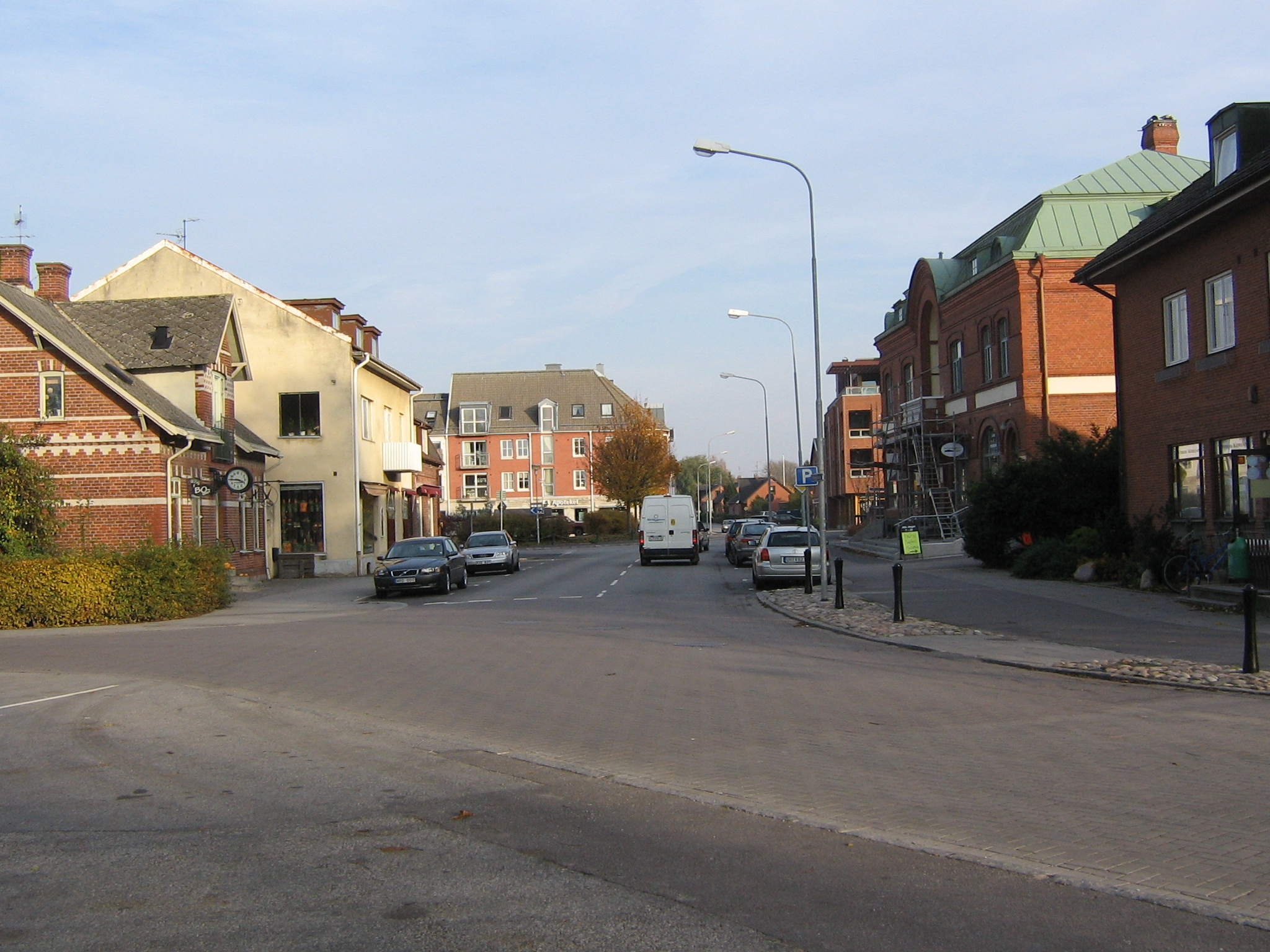
de straat Östergatan in Vellinge

Vellinge is de hoofdplaats van de gelijknamige gemeente Vellinge in het Zweedse landschap Skåne en de provincie Skåne län. De plaats heeft 6115 inwoners (2005) en een oppervlakte van 306 hectare. Vellinge wordt omringd door akkers. In de plaats staat de kerk Vellinge kyrka de oudste delen van deze kerk stammen uit de 12de eeuw.

## Verkeer en vervoer
Langs de plaats loopt de Europese weg 6/Europese weg 22. Vanaf de plaats loopt er ook de Länsväg 100 naar het schiereiland Falsterbonäset met daarop de stad Skanör med Falsterbo.
Höllviken · Skanör med Falsterbo · Vellinge · Ljunghusen · Hököpinge · Västra Ingelstad · Rängs sand · Gessie villastad · Östra Grevie · Arrie · Vellinge Väster ·  Södra Åkarp · Hököpinge kyrkby · Möllevången · Räng (west) · Mellan-Grevie · Norra Håslöv · Gessie · Räng · Kronan · Västra Grevie